# Alpine (Automobilhersteller)

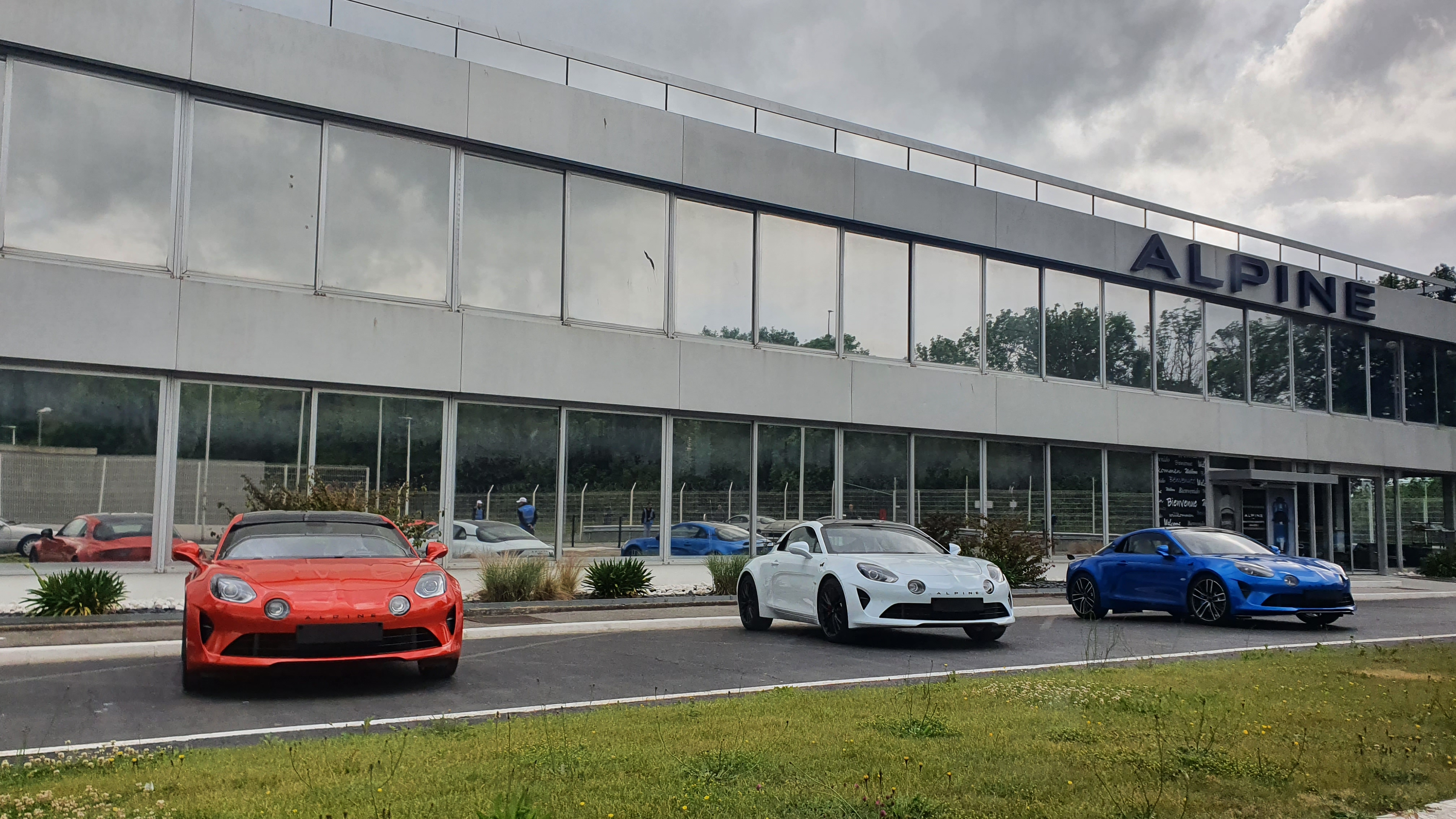
Alpine-Werk in Dieppe

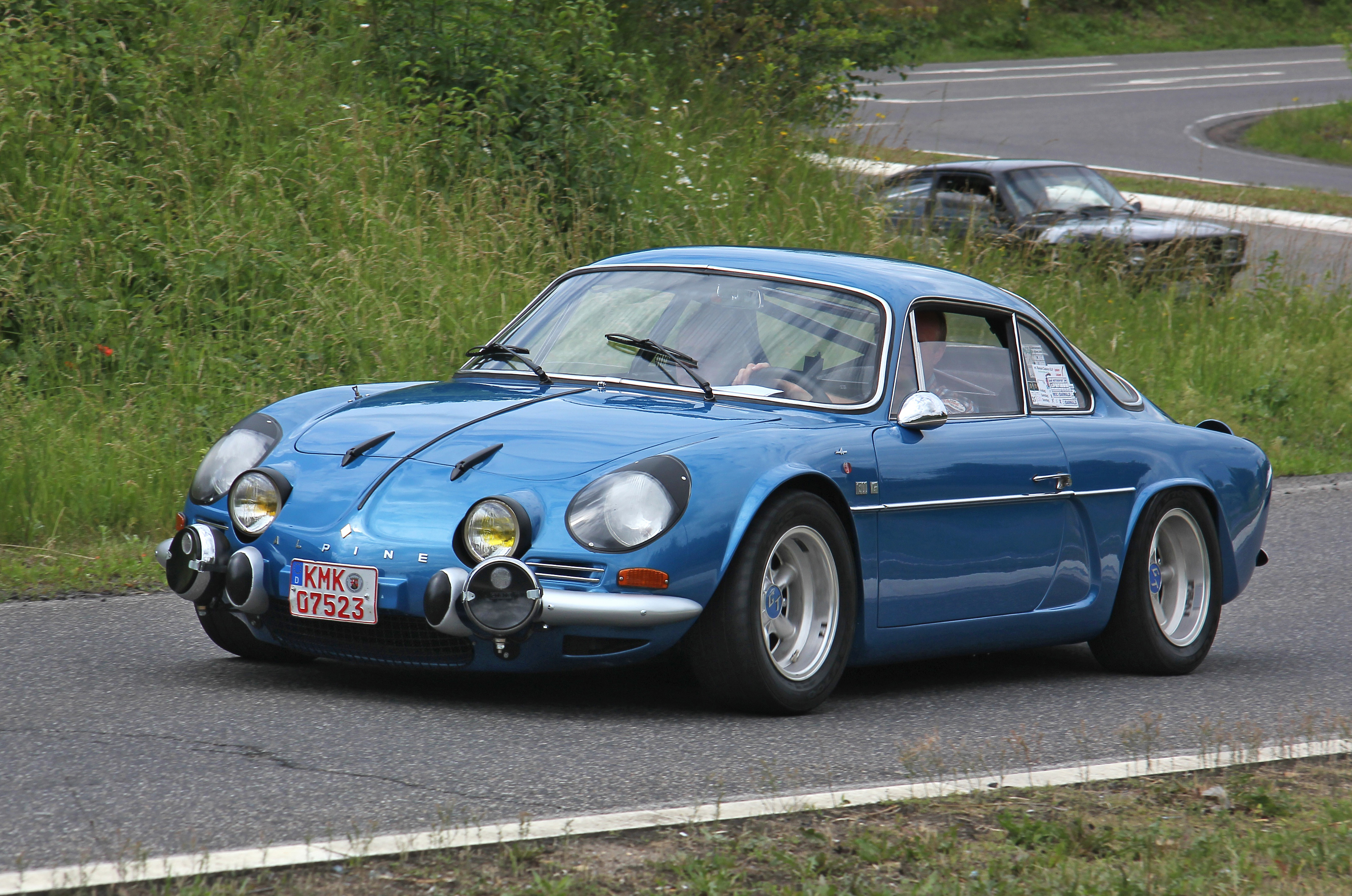
Alpine A110 Berlinette

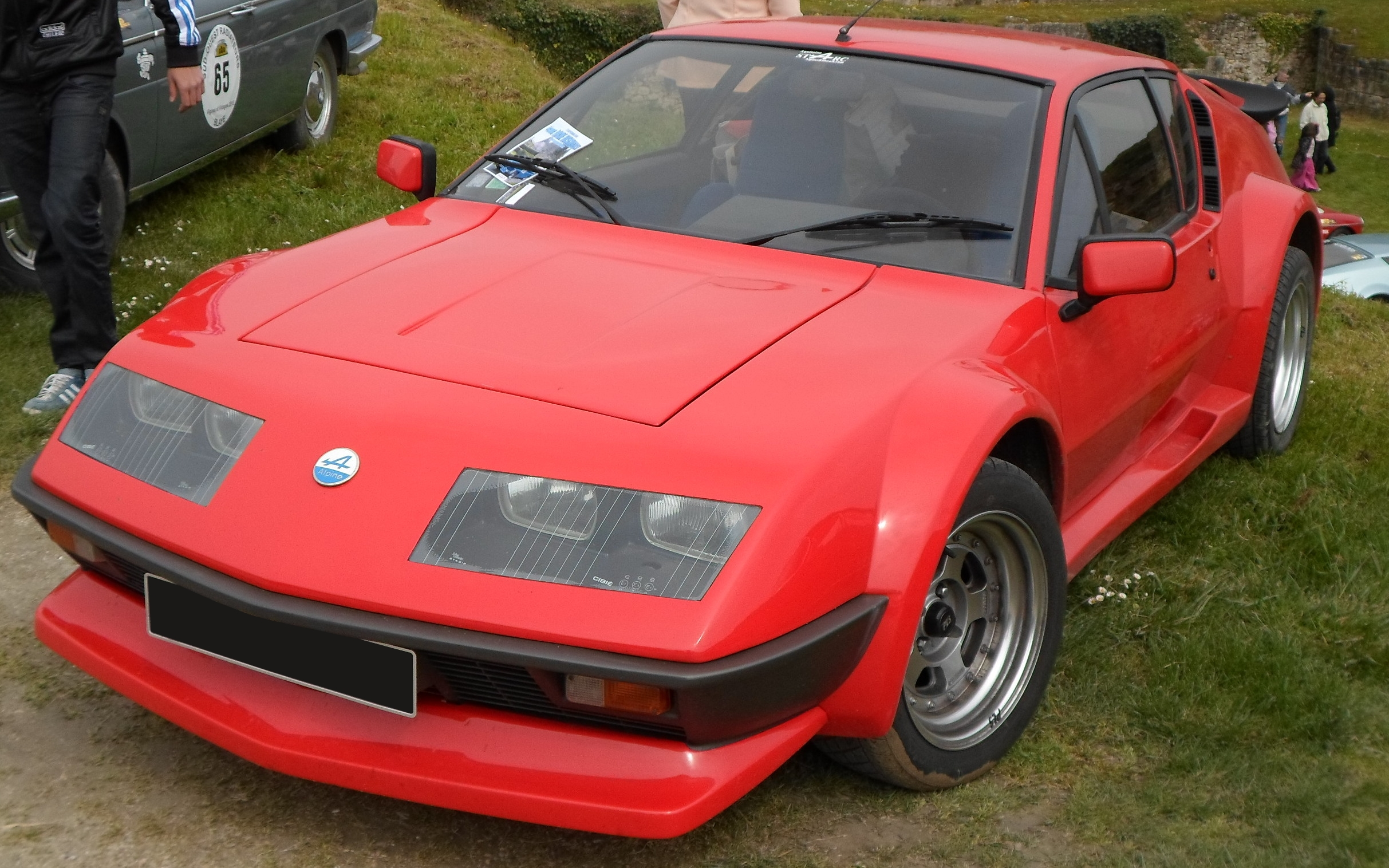
Alpine A310

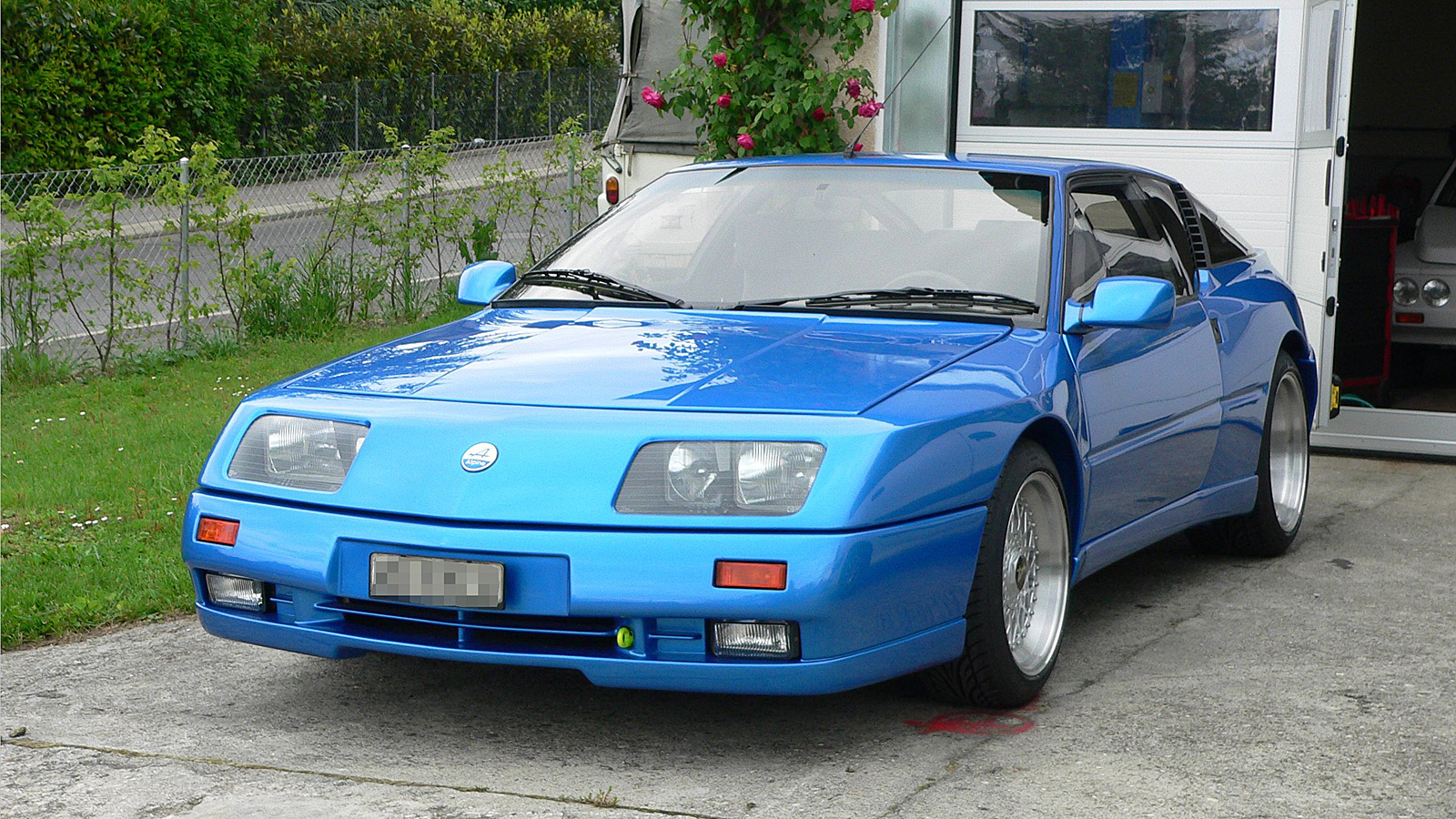
Alpine GTA Le Mans

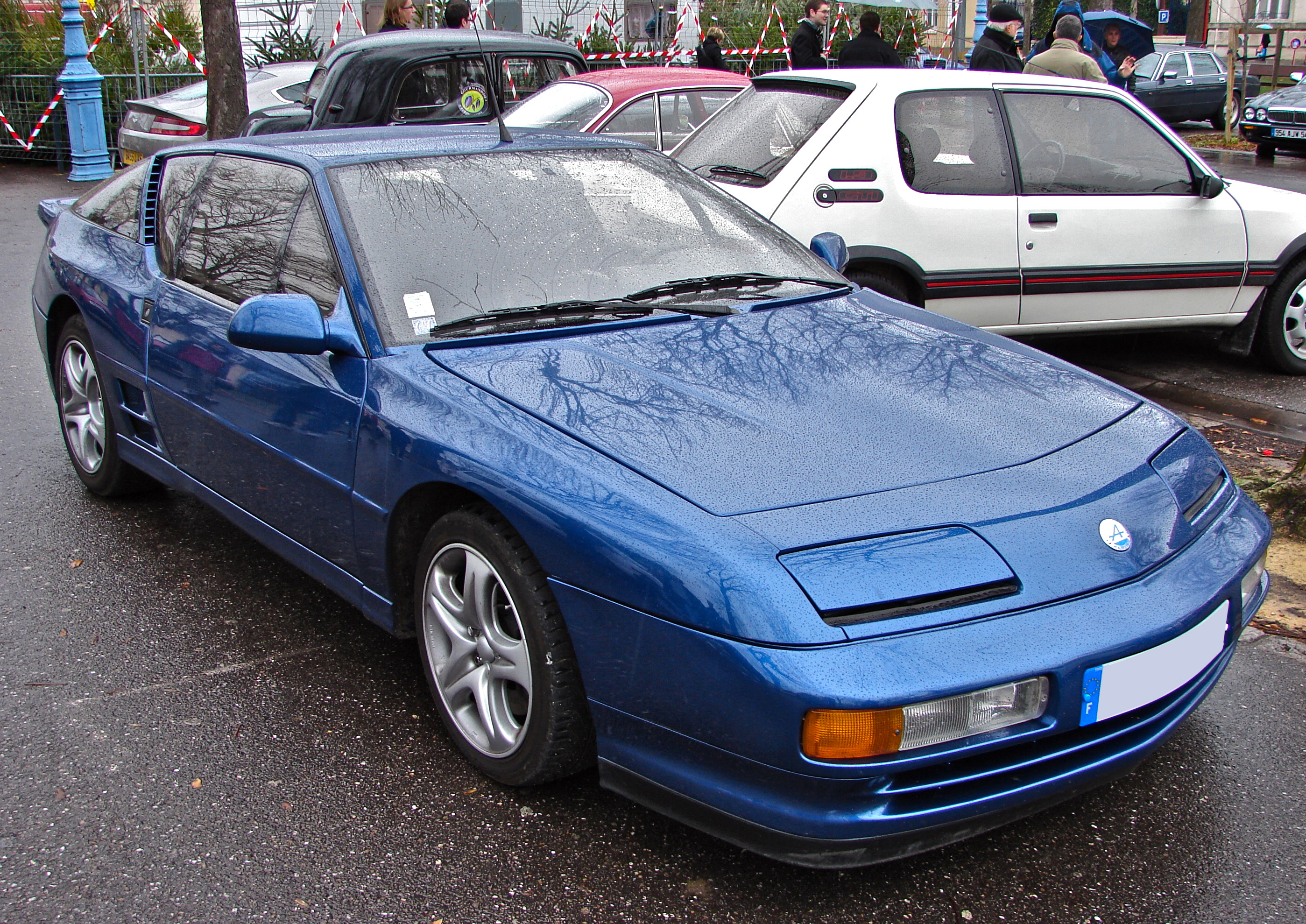
Alpine A610

Alpine ist der Name einer französischen Sportwagenmarke, die Jean Rédélé 1955 in seiner Heimatstadt Dieppe (Frankreich) gründete. Das Logo der Marke Alpine ist das Alpine „A“ oder der Schriftzug Alpine. Den Namen Alpine wählte Jean Rédélé in Anlehnung an seinen Sieg beim Alpenpokal im Jahr 1954. 2012 erfolgte die Rückkehr auf den Markt, 2017 wurde die Produktion wieder aufgenommen. Alpine gehört zu 100 % der Renault Group.

## Geschichte
In Dieppe errichtete Rédélé auch die Alpine-Automobilwerke, in denen die Fahrzeuge von Hand gefertigt wurden, das erste Werk stand in der Avenue Pasteur; ab 1969 wurde zusätzlich ein neues Werk im Industriegebiet von Dieppe gebaut und 1970 in Betrieb genommen. Die Produktionsfläche wurde vervierfacht und die Herstellung von Einzel- auf Serien-fertigung von Hand umgestellt. Für den Neubau in der Avenue de Bréauté war Etienne Desjardines verantwortlich. Es gab darüber hinaus eine dritte Fertigungsstätte mit 130 Mitarbeitern bei Thiron-Gardais im Département Eure-et-Loir, die im Jahr 1974 geschlossen wurde.

### Übernahme
1973 übernahm Renault die Aktienmehrheit bei Alpine. Renault-Chef Pierre Dreyfus und der Alpine-Gründer kamen überein, dass Rédélé weiterhin Vorstandsvorsitzender bleiben solle. Ende 1978 verkaufte Rédélé auch seine restlichen Anteile an Renault und legte sein Amt nieder. Die Markenrechte von Alpine gehörten bis 2012 allein dem Renault-Konzern. 2012 verkaufte Renault 50 % der Anteile von Alpine an den Sportwagenhersteller Caterham Cars aus Großbritannien. Es wurde beabsichtigt, in Zukunft wieder Fahrzeuge unter dem Namen Alpine herzustellen und die Marke wiederzubeleben. Das Alpine-Stammwerk in Dieppe ist bis heute erhalten und produzierte nach 1995 Renault-Fahrzeuge, häufig sportliche Modelle. Am 10. Juni 2014 gab Renault bekannt, dass das Projekt der Zusammenarbeit mit Caterham Cars beendet sei.

### Renault Alpine ab 2014
Nach Bekanntgabe der vollständigen Übernahme durch Renault am 10. Juni 2014 wurde das Projekt Renault-Caterham in „Société des Automobiles Alpine“ umbenannt, wobei an der Absicht festgehalten wurde, einen Alpine-Sportwagen weiterzuentwickeln und auf dem Markt anzubieten.

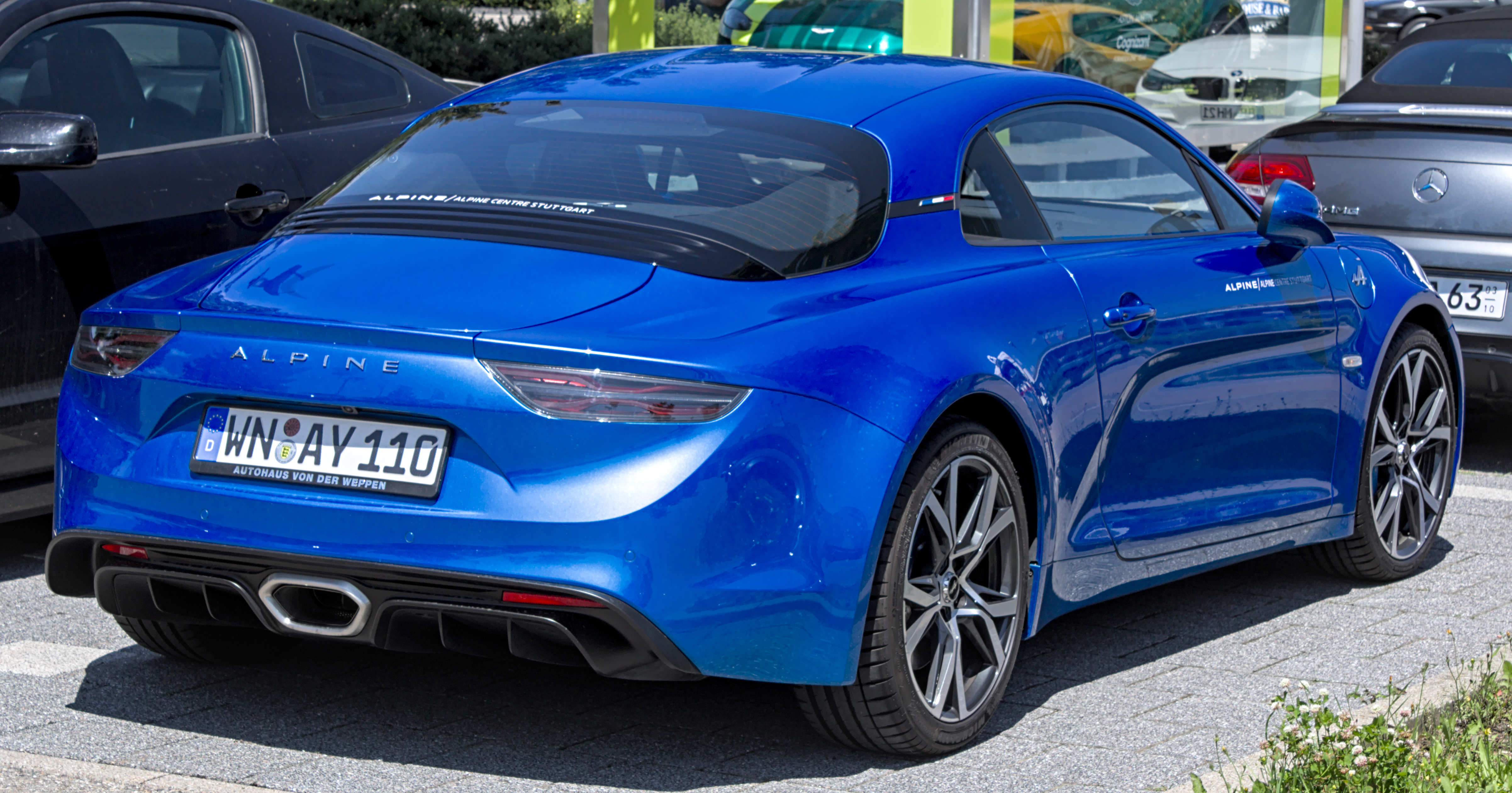
Alpine A110

Nach der zwischen 2014 und 2017 endgültig wieder etablierten Marke Alpine wird das Werk in Dieppe inzwischen von Renault unter der offiziellen Adresse Renault Alpine, Dieppe CEDEX, France geführt. Stand 31. Dezember 2017 waren dort 400 Mitarbeiter beschäftigt. Der neu definierte Betriebszweck lautet auf Fahrzeugherstellung, Umbau von Serienfahrzeugen, Montage und Verkauf von Wettbewerbsfahrzeugen sowie Lieferung von Ersatzteilen für Rennwagen. Die jährliche Fahrzeugfertigung in Dieppe blieb in den Jahren 2016 und 2017 unter 5.000 Einheiten. Es entfielen 2016 auf die Herstellung von Clio IV Renault Sport (Clio RS) 4.800 Fahrzeuge, wogegen kein Exemplar unter dem Namen Alpine gefertigt wurde. Dagegen kam man im Jahr 2017 auf 116 produzierte Alpine und 4.385 Stück Clio IV Renault Sport. Der dementsprechend entwickelte Alpine A110 (2017) wurde als Mittelmotor-Sportwagen mit 252 PS bereits auf dem Genfer Auto-Salon im März 2017 präsentiert.
Auf Basis des Renault R5 Prototype aus dem Jahr 2021 zeigte Alpine im Mai 2023 den sportlicher gestalteten A290_β. Das Serienmodell Alpine A290 wurde im Juni 2024 präsentiert.

## Unternehmen und Fahrzeuge
Jean Rédélés Eltern betrieben in seiner Heimatstadt Dieppe eine Renault-Vertragswerkstatt, die er kurz nach dem Zweiten Weltkrieg im Alter von 24 Jahren übernahm. Damit war er Frankreichs jüngster Renault-Händler. Jean Rédélé interessierte sich für den Motorsport und fuhr ab 1951 selbst Rennen. Als erfolgreicher Fahrer mit Renault-Fahrzeugen, vor allem Renault 4CV, hatte er die Idee, einen eigenen Sportwagen zu konstruieren, der mit einer leichten, strömungsgünstig geformten Karosserie, einem neuen Getriebe und verbessertem Motor noch geeigneter für den Motorsport wäre – ein kleines, leichtes Fahrzeug mit Heckmotor, schnell, wendig, sportlich. Jean Rédélé begann mit der Produktion eines Fünfganggetriebes für seine Fahrzeuge, das ihm im Rennsporteinsatz einen erheblichen Vorteil gegenüber der Konkurrenz einbrachte. Er baute das Getriebe zunächst in einen Renault 4CV ein und erreichte mit dem Fahrzeug 1952 bei der Mille Miglia einen Klassensieg.
Das erste Fahrzeug, das Jean Rédélé neu konstruierte, war ein Rallye-Wagen auf der Basis eines Renault 4CV. Bei der Entwicklung der Karosserie wurde er von Giovanni Michelotti unterstützt, der den Wagen entworfen hatte. Gebaut wurde die Karosserie aus Aluminium bei Allemano in Italien. Das Gewicht des Fahrzeugs lag bei 550 kg. Die Front des Prototyps erinnerte an die erst später ab 1956 gebaute Renault Dauphine. Jean Redele holte den Wagen persönlich aus Italien nach Frankreich und setzte ihn selber im Rennsport ein. Er siegte damit 1953 bei der Rallye Dieppe, beim Coupe des Essarts und gewann den Pokal von Lissabon (Portugal). Es folgten zwei weitere Prototypen, die beide als „Renault 4CV Rédélé Spezial“ bekannt sind. Die ersten Prototypen hatten eine Aluminiumkarosserie. Der zweite Prototyp wurde 1954 auf der New Yorker Auto Show gezeigt und sollte ursprünglich als „The Marquis“ in den USA produziert und verkauft werden. Das Projekt scheiterte, der Wagen blieb aus Kostengründen in den USA, da eine Rückführung nach Frankreich zu teuer gewesen wäre. 2011 kaufte Jean Rédélés Familie den Wagen zurück und brachte ihn zurück nach Frankreich. Er steht heute in Paris im privaten Fahrzeugmuseum der Familie Rédélé. 2012 wurde er bei der Retromobile Classics Show in Paris ausgestellt. Jean Rédélé entwickelte die Prototypen und die ersten Alpine A106 noch vor der Firmengründung im Jahr 1955. Der erste Seriensportwagen von Alpine, der A106 Coach, war eine Weiterentwicklung der Prototypen und wurde im Gründungsjahr des Unternehmens 1955 der Öffentlichkeit und im Renault-Stammwerk in Billancourt dem Renault-Konzern präsentiert. Jean Rédélé experimentierte schon früh mit neuen Materialien wie glasfaserverstärktem Kunststoff für Karosserien. Bereits das erste Serienfahrzeug, der A106, wurde mit GFK-Karosserie hergestellt. Der A106 entstand in Zusammenarbeit mit Chappe et Gessalin, die die Karosserien produzierten.
1955 gründete Jean Rédélé die „Société des Automobiles Alpine“ in Dieppe (Frankreich), und die Marke Alpine war geboren. Der Name war eine Anlehnung an den Alpenpokal, den Rédélé ein Jahr zuvor gewonnen hatte. Jean Rédélé vermarktete seine Fahrzeuge über die Rue de Forest (11, 13, 18) in Paris, d. h. die Pariser Werkstatt seines Schwiegervaters Charles Escoffier, der ihn bei allem unterstützte. Die Fahrzeuge konnten individuell den Kundenwünschen angepasst werden und wurden von Hand einzeln hergestellt. 1955, noch vor Firmengründung, stellte Jean Rédélé den bereits serienreifen A106 als Alpine A106 Mille Miles in den Farben Rot, Weiß, Blau in Anlehnung an die französische Nationalflagge vor. 1956 begann die Serienproduktion des A106 als Straßenversion. Bis 1960 wurden 251 Fahrzeuge in Handarbeit zusammengebaut, 40 weitere als Lizenzbau in Belgien. Ein Prototyp einer Cabrioversion mit Chappe et Gessalin Karosserie wurde 1956 in Paris vorgestellt, ging aber nie in Serie. Trotzdem kam eine Cabrio-Version des Alpine A106 im Jahr 1957 auf den Markt, die jedoch eine andere von Giovanni Michelotti/Allemano entworfene Kunststoffkarosserie besaß. Mit dem Erscheinen des Cabrios erhielt der erste A106 den Beinamen „Coach“. Nur kurze Zeit später begann bereits der fließende Übergang zum A108, der zuerst als Cabrio und dann als Coupé hergestellt wurde. Der A106 wurde noch einige Jahre parallel zum A108 weitergebaut. Nach einer entscheidenden Überarbeitung des Designs wurden 1960 fünf verschiedene Alpine-Modelle hergestellt: A106 Coach, A108 Cabrio Sport, A108 Coupé Sport, A108 Berlinette Tour de France (der in überarbeiteter Version später als A110 Berlinette weltberühmt wurde) und ein Alpine mit vier Sitzplätzen, A108 Coupé 2+2. Mit der Designveränderung des A108 kam das bekannteste Design der Alpine-Fahrzeuge auf den Markt. Mit dem neuen Modell des A108 übernahm Jean Rédélé selbst mit seinem Unternehmen die Herstellung der Karosserie. Chappe et Gessalin stellte jedoch weiterhin die Karosserie des Alpine 2+2 her. Wieder sind die Übergänge vom A108 zum Nachfolgemodell A110 fließend. Der bekannteste Alpine, der A110 Berlinette, wurde erstmals im Herbst 1961 gebaut, doch wurde der Wagen erst im folgenden Jahr 1962 in Paris offiziell der Öffentlichkeit vorgestellt. Der A110 Berlinette hatte zu diesem Zeitpunkt noch nicht seine charakteristischen Doppelscheinwerfer. Diese Designveränderung kam im Jahr 1967. Der Alpine A110 Berlinette entwickelte sich aus dem A108 Berlinette und wurde bis 1977 gebaut. Dieser Wagen wurde eines der erfolgreichsten Rallye-Fahrzeuge der Motorsportgeschichte und wurde erst vom Lancia Stratos abgelöst. Weitaus weniger bekannt als der berühmte A110 Berlinette sind die anderen A110-Modelle wie z. B. das A110-Cabrio und der A110 GT4. Beide Modelle wurden nur in den 1960er-Jahren gebaut und sind heute Raritäten.
Einige frühe Alpine-Modelle (A108 oder A110) wurden in Lizenz auch von verschiedenen anderen Automobilherstellern gebaut: Dinalpin (Mexiko), Bulgaralpine (Bulgarien), Willys Interlagos (Brasilien), F.A.S.A-Alpine (Spanien).
1965 schloss Jean Rédélé mit dem italienischen Karosseriebauer Osi Verträge ab. Alpine sollte den Bau kunststoffgeformter Bodengruppen für Ferrari untersuchen. Osi kaufte einen A108 Berlinette Tour de France und überarbeitete ihn zu einem Einzelstück. Das Fahrzeug wurde 1965 auf dem Autosalon in Turin ausgestellt. Aus der Zusammenarbeit mit Alpine ging darüber hinaus ein Monoposto aus ABS hervor, der das Verfahren in Europa bekannt machen sollte. 1967 stellten Osi und Alpine den Protopyp „Bisiluro Silver Fox“ vor, der das Alpine-Logo A1000cc auf der Seite trug und von einem bei Alpine getunten Renault-Motor A1000cc angetrieben wurde. Der Wagen wurde ebenfalls 1997 auf der Retromobile Show in Paris gezeigt.
1970 entwarf Jean Rédélé Pläne für einen kleinen Stadtwagen, für die Lieferung der benötigten Motoren verlangte Renault jedoch extrem hohe Preise, was das Projekt scheitern ließ.
Das letzte Serienmodell, das Jean Rédélé selbst entwickelte, war der futuristische A310. Der A310 wurde parallel zum A110 Berlinette bis 1977 gebaut. Mit der Entwicklung des A310 begann Rédélé bereits 1968. Er ist etwas größer und komfortabler als seine Vorgänger und sollte als französischer Porsche-Konkurrent auf dem Markt platziert werden. Da die Entwicklung des PRV-Motors (Zusammenarbeit zwischen Peugeot, Renault und Volvo) noch nicht abgeschlossen war, kam der A310 im Jahr 1971 zuerst als Vierzylinder-Version auf den Markt und wurde erst 1976, wie ursprünglich geplant, mit dem V6-Motor im Heck ausgerüstet. Um die Umrüstung auf den V6-Motor zu prüfen, wurden zwei Prototypen gebaut und ein Jahr umfangreich getestet. Der ab 1976 hergestellte A310 V6 wurde nicht nur technisch, sondern auch optisch überarbeitet. Das auffälligste Merkmal sind die geänderten Frontscheinwerfer. Der A310 V6 war damals der schnellste Straßensportwagen Frankreichs. 1980 wurde der A310 V6 noch einmal optisch und technisch überarbeitet und bis zum Produktionsende 1984 in zwei Versionen, A310 V6 (Vierloch) und A310 V6 GT Pack (in Deutschland A310 V6 S), verkauft. Der A310 war der letzte Alpine, der vollständig von Hand gefertigt wurde und ist bisher das nach den Verkaufszahlen erfolgreichste Modell von Alpine.
Ab 1984, nun unter der Regie von Renault, dem damaligen Mutterkonzern von Alpine, wurden zwei neue Modelle auf den Markt gebracht, der Alpine V6 GT und der Alpine V6 Turbo, die sich rein optisch nur in Details unterschieden (interne Bezeichnung D500/D501/D502). Anders als bei den erfolgreichen Vorgängern waren die Modelle als reine Straßensportwagen und nicht mehr für den Rennsport geplant und konstruiert. Der V6 GT (D500) wurde mit 160-PS-Saugmotor und der V6 Turbo (D501) mit 200 bzw. (mit Katalysator) 185 PS (D502) angeboten. Während der Produktionszeit des V6 Turbo änderte der Mutterkonzern Renault seine Strategie bezüglich der Vermarktung der Marke Alpine und begann ab 1989, den Doppelnamen „Renault Alpine“ vollständig zu streichen. Dieser doppelte Markenname wurde als reine Verkaufsbezeichnung in den 1980er-Jahren für Fahrzeuge der Marke Alpine verwendet, obwohl in den Papieren auch weiterhin nur Alpine als Hersteller und Marke offiziell eingetragen wurde. Die Rückbesinnung zu den historischen Ursprüngen sollte der Marke Alpine das eigenständige Image wieder zurückgeben. Die Zeit der unscharfen Trennung von beiden Marken, die rechtlich gesehen jederzeit eigenständig waren, führt bis heute im Volksmund zu Verwirrungen, welchem Hersteller bzw. welcher Marke die Alpine-Fahrzeuge korrekterweise zugeordnet werden müssen.
Der V6 Turbo wurde überarbeitet und ab 1990 als V6 Turbo Le Mans angeboten. Die überarbeitete Karosserie zeigte schon den Übergang zum Nachfolgemodell A610 Turbo (intern D503). Ab 1991 wurde der A610 Turbo mit einem neuen Motor und veränderter Front gebaut. Der A610 Turbo war die Weiterentwicklung der US-Version von 1987 und wurde bis 1995 gebaut. Man verfolgte mit dem Wagen das Ziel, in das Segment der Supersportwagen einzusteigen, was den Preis auf 105.000 DM ansteigen, die Verkaufszahlen jedoch einbrechen ließ. Mit dem Ende der Produktion des A610 Turbo wurde die Fahrzeugproduktion unter der Marke Alpine eingestellt.
Renault-Vertriebs- und Marketingvorstand Patrick Blain hatte angekündigt, dass ab 2010 wieder Sportwagen unter der Marke Alpine produziert werden sollen. Es sollte sich um ein auf dem Renault Clio basierendes Mittelmotorfahrzeug handeln, das mit kleinen Turbomotoren ausgestattet werde und zunächst als zweisitziger Roadster in traditioneller Kunststoffbauweise auf den Markt komme. Über eine Coupé-Version sei noch nicht endgültig entschieden. Produziert werde wieder am früheren Alpine-Standort in Dieppe. Preislich solle sich das neue Modell am Mazda MX-5 orientieren. Das Styling erinnere an den A110, das bis heute erfolgreichste Modell der Marke.
Neben den Serienmodellen und Straßensportwagen baute Alpine eine Reihe von Fahrzeugen ausschließlich für den Rennsport. Viele Jahre wurden Alpine-Fahrzeuge auch von der französischen Polizei als Dienstwagen genutzt.

## Übersicht der Logos von Alpine

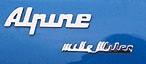
Logo des A106 Mille Miles (1954–1960)
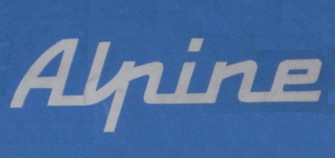
Frühes Logo als Schriftzug
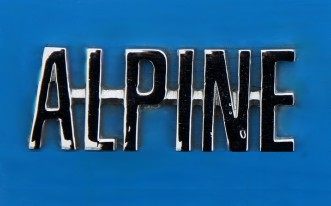
Logo als Schriftzug
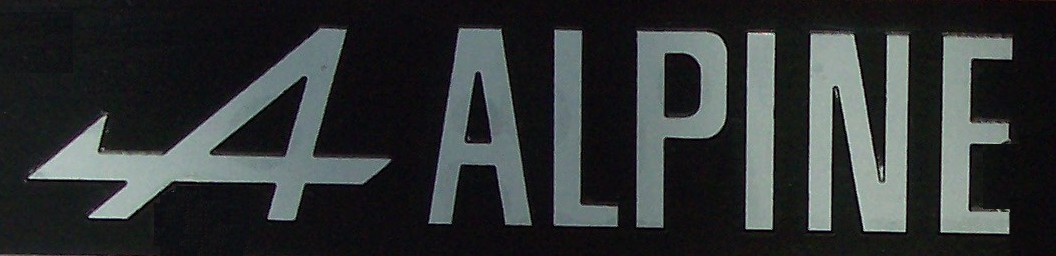
Alpine Logo
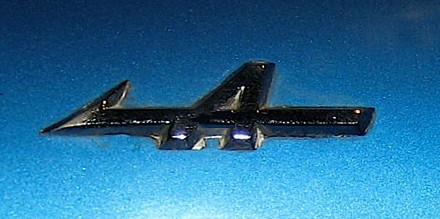
Logo der in Dieppe (Frankreich) gebauten Fahrzeuge
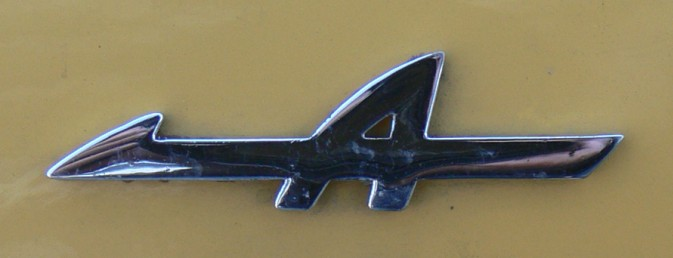
Logo des F.A.S.A-Alpine. Lizenzbau von FASA in Spanien
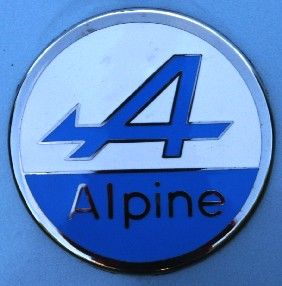
Alpine Logo
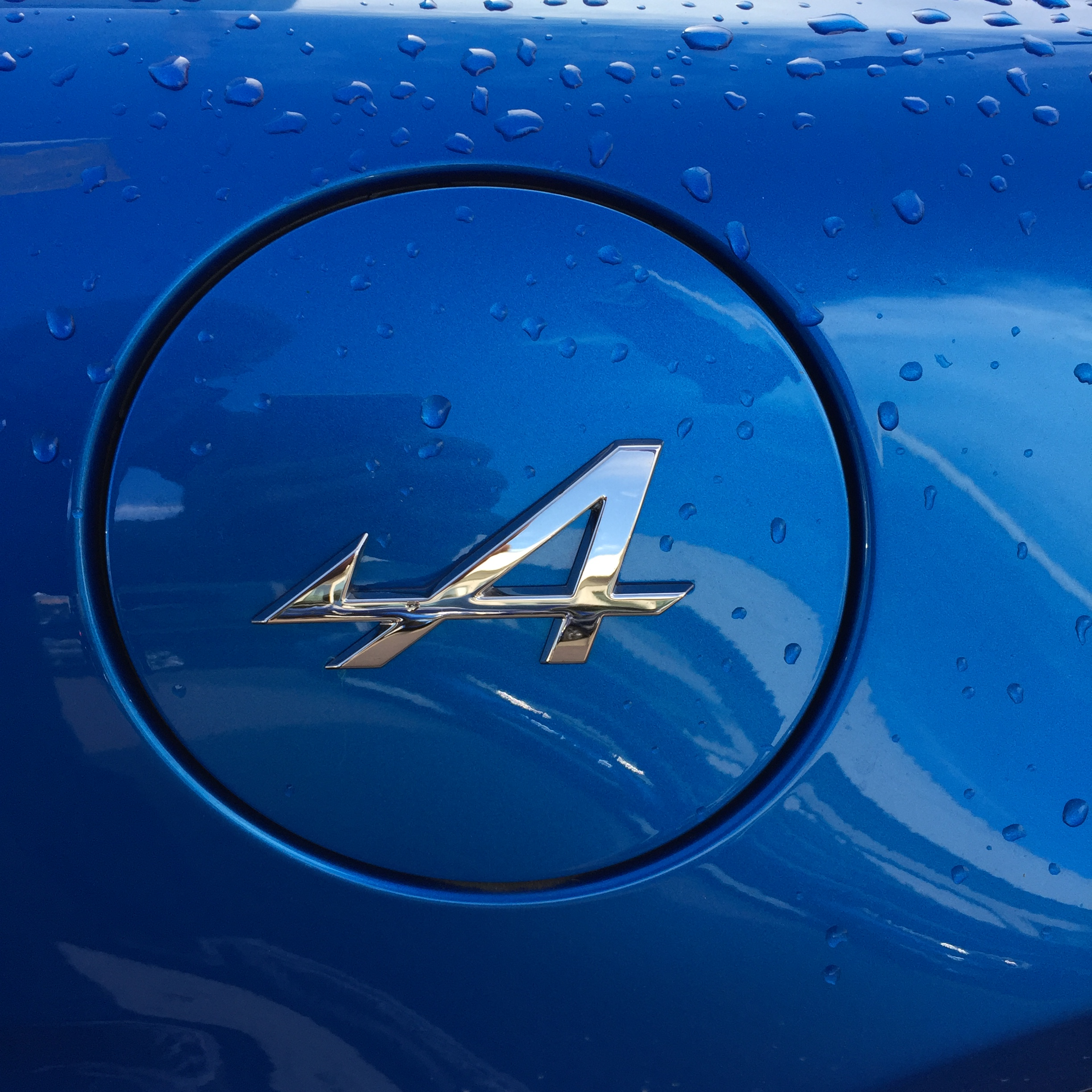
Logo (2017)

## Modelle der Marke Alpine

### Aktuelle Modelle
| Bauzeit   | Baureihe | Bild |
| --------- | -------- | ---- |
| seit 2017 | A110     |      |
| seit 2024 | A290     |      |
| ab 2025   | A390     |      |

| Bauzeit Produzierte Fahrzeuge                                              | Baureihe                                                                   | Anmerkung | Bild                                                                       |
| Modelle der Marke Alpine – Straßenfahrzeuge – teilweise im Rennsport aktiv | Modelle der Marke Alpine – Straßenfahrzeuge – teilweise im Rennsport aktiv | Modelle der Marke Alpine – Straßenfahrzeuge – teilweise im Rennsport aktiv | Modelle der Marke Alpine – Straßenfahrzeuge – teilweise im Rennsport aktiv |
| -------------------------------------------------------------------------- | -------------------------------------------------------------------------- | --- | -------------------------------------------------------------------------- |
| 1952–1955                                                                  | Renault 4CV Rédélé Spezial                                                 | Der 4 CV Rédélé Spezial war ein Sportwagenmodell, von dem Jean Rédélé Anfang der 1950er-Jahre drei Prototypen herstellte. Die Prototypen hatten eine Aluminiumkarosserie und wurden als Rallyesportwagen konstruiert. Am Design der Fahrzeuge war Giovanni Michelotti beteiligt. Seine Entwürfe wurden bei Carrozzeria Allemano in Italien gebaut. Die Fahrzeuge wurden im Rennsport in Europa und den USA eingesetzt. |                                                                            |
| 1954–1960                                                                  | Alpine A106 Coach Mille Miles                                              | Der Alpine A106 Mille Miles war ein von Jean Rédélé als Rallyewagen konstruierter Sportwagen, den Alpine in der Zeit von 1954 bis 1960 baute. Er war das erste von Jean Rédélé entwickelte Fahrzeug, das in Serie hergestellt wurde. Die Autos wurden in Einzelanfertigung von Hand gebaut und konnten Kundenwünschen angepasst werden. Der A106 Mille Miles war ein Heckmotorfahrzeug mit einer Kunststoffkarosserie. Jean Rédélé verwendete diesen modernen Baustoff, um Gewicht zu sparen, was für den Renneinsatz des Fahrzeugs wichtig war. Der Alpine A106 Mille Miles wurde erfolgreich im Motorsport eingesetzt. 1956 holte Maurice Michy einen Klassensieg bei der Mille Miglia. Rédélé benutzte für den A106 Mille Miles die Bodenplatte des Renault 4CV, Teile der Innenausstattung und den Motor. |                                                                            |
| 1956                                                                       | Alpine A106 Cabrio                                                         | 1956 wurde auf dem Automobilsalon in Paris ein Alpine-A106-Cabrio mit einer Kunststoffkarosserie von Chappe et Gessalin vorgestellt. Der Wagen hatte Heckflossen und einen breiten, flachen Kühlergrill. Dieses Fahrzeug blieb ein Einzelstück. |                                                                            |
| 1957–1960                                                                  | Alpine A106 Cabrio                                                         | Das Design dieses Fahrzeugs stammte von Giovanni Michelotti. Der Wagen wurde in Kleinserie hergestellt. Die Übergänge zum Nachfolger A108-Cabrio, das ab 1958 erhältlich war, sind bei diesem Modell fließend. A106 und A108 wurden einige Zeit parallel weitergebaut. Die Fahrzeuge unterschieden sich nur in Details und wurden je nach Ausstattungsvariante entweder als A106 oder als A108 beschrieben. Da die Fahrzeuge nach Kundenwunsch individuell hergestellt wurden, variierte die Ausstattung, was die Zuordnung erschwert. |                                                                            |
| 1958–1960                                                                  | Alpine A108 Cabrio                                                         | Das Design dieses Fahrzeugs stammte von Giovanni Michelotti. Es basiert auf dem ab 1957 gebauten Alpine A106 Cabrio. Die Fahrzeuge unterschieden sich nur in Details. Das A108 Cabrio wurde mit einer anderen Ausstattung angeboten als sein Vorgänger. |                                                                            |
| 1958–1964                                                                  | Alpine A108 Coupé 2+2                                                      | Länge: 395 cm, Breite: 149 cm, Höhe: 119 cm, Radstand: 216 cm, Spurweite vorne: 125 cm, Spurweite hinten: 122 cm, Gewicht: 595 kg. Die Modellpalette von Alpine wird mit dem A108 Coupé 2+2, erneut erweitert, Gewicht: 595 kg Die Karosserie und das Design stammen von Chappe et Gessalin. Das Design ist ein vollkommen eigenständiger Entwurf mit kleinen Heckflossen, der jedoch insgesamt etwas unfertig wirkt. Die Frontscheinwerfer liegen hinter Glas in den Kotflügeln des Fahrzeugs, das Dach ist kantig und weniger abgerundet im Vergleich zum A108 Coupé. Der A108 Coupé 2+2 ist ein Alpine mit 4 Sitzplätzen und sollte daher für Familien ansprechend sein. Der Wagen wurde als „Grand Tourisme“ vermarktet. |                                                                            |
| 1959–1960                                                                  | Alpine A108 Coupé                                                          | Im Jahr 1959 wurde der A108 als Coupé-Version auf den Markt gebracht und auf dem Automobilsalon in Paris vorgestellt. Der Wagen ist eine Weiterentwicklung des A108-Cabrios von 1958. Das Fahrzeug bekam ein festes Dach. Die Grundform des Cabrios wurde unverändert beibehalten. Nur wenige Exemplare sind bis heute erhalten. |                                                                            |
| 1960–1964                                                                  | Alpine A108 Cabrio Sport                                                   | Im Jahr 1960 wurde das Design des A108 grundlegend verändert und neu angepasst. Phillipe Charles hatte mit einer umfangreichen Überarbeitung der Karosserie des Cabrios begonnen. Sein Entwurf wurde bei Citröen am Quai de Jard im Windkanal getestet und erreichte einen günstigen Luftwiderstandsbeiwert (cw). Damit entstand die Form, die die Fahrzeuge der Marke Alpine bis in das Jahr 1977 prägte. Das neue A-108-Cabrio erhielt den Namenszusatz „Cabrio Sport“. Für die Hauptscheinwerfer wurden Lampentöpfe in die Kotflügel integriert und mit Plexiglas verschlossen. So wurde die Front neu gestaltet. Unverändert blieben dabei die seitlichen Lüftungsschlitze zur Kühlung des Motors. (Auf den Bild ganz hinten zu sehen. Davor A 110 Berlinette und A 310-Vierzylinder) |                                                                            |
| 1960–1964                                                                  | Alpine A108 Coupé Sport                                                    | Im Jahr 1960 wurde das Design des A108 grundlegend verändert und neu angepasst. Phillipe Charles hatte mit einer umfangreichen Überarbeitung der Karosserie begonnen. Mit dieser Überarbeitung wurde das Design geboren, das die Fahrzeuge der Marke Alpine bis in das Jahr 1977 prägte. Das neue A108-Coupé erhält den Namenszusatz „Coupé Sport“. |                                                                            |
| 1960–1965                                                                  | Alpine A108 Berlinette (Tour de France)                                    | Die Designstudien von Phillipe Charles brachten 1960 ein neues Alpine-Modell hervor, das für den Erfolg der Marke zukünftig eine große Rolle spielte. Phillipe Charles ließ sich dabei von der Linienführung eines Alfa-Romeo-Coupés inspirieren, das einem Bekannten von Jean Rédélé gehörte. Er konstruierte eine neue Dachkonstruktion auf ein Alpine-Cabrio und bekam die Alpine-A108-Berlinette. Die A108-Berlinette „Tour de France“ war erstmals bei der Tour de France zu sehen, bevor sie 1960 beim Pariser Automobilsalon offiziell vorgestellt wurde. Danach verbreitete sich der Name A108 Berlinette im nationalen Motorsport[1] Frankreichs. Der Alpine A108 Berlinette war nach dem Alpine A106 Mille Miles das neue Alpine-Fahrzeug für den Motorsport. Aus einer Überarbeitung dieses Fahrzeugs entwickelte sich der Alpine A110 Berlinette, der später zur Rennsportlegende wurde. |                                                                            |
| 1961–1977                                                                  | Alpine A110 Berlinette                                                     | Der Alpine A110 wurde 1961 zum ersten Mal gebaut. Er ist eine Weiterentwicklung des A108 Berlinette und wurde 1962 auf dem Automobilsalon in Paris vorgestellt. Die ersten Exemplare trugen noch den Beinamen „Tour de France“, der schnell aufgegeben wurde. Der A110 Berlinette wurde in verschiedenen Versionen bis 1977 weitergebaut. Der Wagen konnte nach Kundenwunsch individuell angepasst werden und wurde vollständig von Hand gebaut. Der A110 Berlinette ist weltweit das bekannteste Fahrzeug der Marke Alpine. Seinen großen Bekanntheitsgrad erlangte das Fahrzeug durch seine Erfolge im internationalen Rallyesport wie zum Beispiel die Dreifachsiege bei der Rallye Monte Carlo (1971 und 1973), der Gewinn der Europameisterschaft 1970, der Gewinn der internationalen Markenweltmeisterschaft 1971, der Gewinn der Weltmeisterschaft 1973 sowie Vizeweltmeister im Jahr 1975. Der A110 Berlinette wurde mit einer Vielzahl von verschiedenen Vierzylindermotoren angeboten. Selbst Alpine-Historiker können heute kaum noch nachvollziehen, wie viele verschiedene Motorversionen verwendet oder im Rennsport getestet wurden. |                                                                            |
| 1963–1969                                                                  | Alpine A110 Cabrio                                                         | Vom Alpine-A110-Cabriolet wurden nur etwa 60 bis 70 Stück hergestellt. Es wurde auf dem Automobilsalon in Paris 1963 vorgestellt. Es ist eine Weiterentwicklung des Alpine A108 Cabriolet Sport von 1960. Die Modellübergänge sind in erster Linie durch andere Motoren bestimmt. Mit der Verwendung neuer Motoren wurde ebenfalls das Heck des Fahrzeugs überarbeitet, so dass die Modelle A110 die Luft nicht mehr über die Seiten bekommen wie noch das Vorgängermodell A108. |                                                                            |
| 1962–1969                                                                  | Alpine A110 GT4                                                            | Der 1962 vorgestellte GT4 war eine 2+2-sitzige Version des A110. Er sollte als „Alpine familiale“ einen anderen Kundenkreis ansprechen, der mehr Komfort und Alltagstauglichkeit wünschte. Damit griff Alpine ein Konzept auf, das kurzzeitig bereits beim Vorgängermodell A108 Coupé 2+2 umgesetzt worden war. Die Kunststoffkarosserie des GT4 wurde von Chappe et Gessalin, einem in Brie-Comte-Robert ansässigen Karosseriebauunternehmen, hergestellt. Chappe et Gessalin bauten die Autos auch zusammen, lackierten es und installierten die Innenausstattung. Schließlich wurden die Fahrzeuge nach Dieppe transportiert, wo Alpine-Mechaniker den Motor, das Fahrwerk und das Getriebe einbauten. Der A110 GT4 wurde von 1962 bis 1969 in einer Stückzahl von 263 Fahrzeugen gebaut. |                                                                            |
| 1968                                                                       | Alpine A110 Berlinette – Olympia Grenoble 1968                             | Anlässlich der Olympischen Spiele 1968 in Grenoble (Frankreich) wurde Anfang 1968 ein Sondermodell der Berlinette in Dieppe produziert. Ausgerüstet wurde es mit einem 1600er Motor, einer weißen Lackierung, die von einem zentralen roten Streifen unterbrochen wurde, und einer roten Innenausstattung. |                                                                            |
| 1971                                                                       | Alpine A310 – Prototyp                                                     | Der Prototyp des A310 wurde im Jahr 1971 in Genf der Öffentlichkeit vorgestellt. Er gleicht in den wesentlichen Zügen dem Serienmodell mit vier Zylindern, hatte jedoch einen Schuppengrill, und die Rückleuchten waren über der Stoßstange angebracht. Diese Abweichungen mussten aufgrund der französischen Zulassungsbestimmungen bei der Serienversion verändert werden. |                                                                            |
| 1971–1976                                                                  | Alpine A310 4 Zylinder                                                     | Die Entwicklungsarbeit zu dem futuristisch wirkenden A310 begann 1968. Der Wagen sollte dem Fahrer etwas mehr Komfort bieten, als seine Vorgänger. Da die Entwicklung des PRV-V6-Motors noch nicht abgeschlossen war, wurde der A310 zuerst mit Vierzylindermotoren auf den Markt gebracht. Der Wagen erhielt einen 1,6-Liter-Motor, wie er im Renault 16 verwendet wurde, aber mit einem Querstrom-Zylinderkopf von Gordini 115 PS leistete. Ab 1973 war der A310 wahlweise mit einer elektronischen Einspritzanlage lieferbar, wie sie schon im Renault 17 eingesetzt worden war. Diese Fahrzeuge gingen ausnahmslos in den Export. Als A310 SI leistete das Auto nun 124 PS. Infolge der Ölkrise der 1970er-Jahre wurde 1976 eine sparsamere, leistungsschwächere, 95 PS leistende Version mit der Bezeichnung A310 SX auf den Markt gebracht. Von den verschiedenen Vierzylinderversionen der A310 wurden rund 2340 Exemplare gefertigt. Auffälliger Karosserieunterschied zum A310 V6 sind die sechs hinter Glas liegenden Frontscheinwerfer der 4-Zylinder-Version. (1600VE / 1600VF / 1600VG)                                                 |                                                                            |
| 1975                                                                       | Alpine A310 V6 – Prototypen                                                | Es gibt zwei A310-V6-Prototypen, die entwickelt wurden, um die durch den PRV-V6-Motor notwendigen Änderungen umfangreich zu testen. Gleichzeitig wurden bei den Prototypen mögliche Änderungen der Gestaltung des Fahrzeugs ausprobiert. Diese Elemente wurden in die Serienversion nicht übernommen. |                                                                            |
| 1976–1980                                                                  | Alpine A310 V6 (Serie 1)                                                   | Nachdem der PRV-V6-Motor die Serienreife erlangt hatte, wurde er ab 1976 im A310 V6 verwendet. In der Serienversion des Heckmotorfahrzeugs leistet der Motor 150 PS und ist mit Vergasern ausgerüstet. Der A310 V6 wurde in Konkurrenz zu Porsche auf den Markt gebracht. Der nun verwendete V6-Motor beschleunigt den A310 V6 bis auf 225 km/h, sodass der Wagen seinerzeit der schnellste Straßensportwagen Frankreichs war. Der Wagen wurde 1976 bis 1977 im nationalen Rennsport Frankreichs eingesetzt und französischer Meister vor Lancia Stratos und Porsche. Infolge interner Umstrukturierungen bei der Marke Alpine, die sich aus der Übernahme durch Renault ergaben, endete 1978 die Tradition von Alpine-Fahrzeugen allgemein im Rennsport. Es wurden keine Fahrzeuge der Marke Alpine mehr von einem Werksteam im Rennsport eingesetzt. |                                                                            |
| 1980–1985                                                                  | Alpine A310 V6 (Serie 2)                                                   | Die zweite Serie des A310 V6 wurde überarbeitet. Der A310 V6 (Serie 1 und 2 zusammen) ist mit einer Stückzahl von 9276 Exemplaren das am häufigsten gebaute Modell von Alpine. Die zweite Serie des A310 V6 ist das letzte Alpine-Fahrzeug, das noch vollständig von Hand gebaut wurde. |                                                                            |
| 1983–1985                                                                  | Alpine A310 V6 Pack GT                                                     | Der Alpine A310 V6 Pack GT ist eine ab dem Jahr 1983 angebotene verbreiterte Version des A310 V6, die in Frankreich als A310 GT-Pack und in Deutschland als A310 S angeboten wurde. Der A310 GT-Pack hat eine breitere Karosserie, weiter ausgestellten Kotflügel, einen geänderten Frontspoiler und eine geänderte Abrisskante am Heck. Seine eingetragene Höchstgeschwindigkeit ist auf 215 km/h reduziert. Außerdem erhielt dieses Modell andere Räder. Am Motor wurde nichts geändert. Nach einer Überarbeitung der Türschlösser haben die meisten echten A310 V6 GT Pack einen zusätzlichen Druckknopf in den Türen. Auf dem Markt werden heute viele Fahrzeuge angeboten, die nachträglich verbreitert wurden. (2700VAA) |                                                                            |
| 1984–1990                                                                  | Alpine V6 GT                                                               | Wie schon sein Vorgänger A310, ist auch der Alpine V6 GT ein 2+2-sitziges Coupé mit Heckmotor und Kunststoffkarosserie. Über ein manuell geschaltetes 5-Gang-Getriebe wird die Hinterachse angetrieben. Der bereits aus dem Vorgängermodell A310 bekannte 2,7-Liter-V6-Vergasermotor (PRV-Motor) hat nun die Leistung von 118 kW (160 PS). |                                                                            |
| 1984–1987                                                                  | Alpine Europa Cup                                                          | Stückzahl: 69 Fahrzeuge |                                                                            |
| 1985–1990                                                                  | Alpine V6 Turbo                                                            | 1985 wurde die Modellpalette von Alpine erweitert. Der Alpine V6 Turbo erhielt den bereits im Renault 25 verwendeten 2,5-Liter-V6-Motor mit Benzineinspritzung und Abgasturbolader, der 147 kW (200 PS) leistete und den Alpine auf eine Höchstgeschwindigkeit von 250 km/h beschleunigte. Äußerlich gleichen sich Alpine V6 GT und V6 Turbo bis auf wenige Details. 1987 wurde eine Turbo-Version mit Katalysator angeboten. Durch ein niedrigeres Verdichtungsverhältnis leistete der Motor jetzt nur noch 136 kW (185 PS). |                                                                            |
| 1986                                                                       | Alpine GTA – US-Version                                                    | Für den amerikanischen Markt wurde eine überarbeitete US-Version entworfen. Die Stoßstangen wurden vergrößert und der Fahrzeugrahmen wurde für bessere Crash-Ergebnisse im vorderen Bereich verstärkt. Die Front wurde verändert, der Wagen erhielt Klappscheinwerfer. Nur 21 Fahrzeuge wurden hergestellt. |                                                                            |
| 1989                                                                       | Alpine V6 Turbo Mille Miles                                                | Im Jahr 1989 wurde dieses Sondermodell mit einer limitierten Stückzahl von 100 Einheiten angeboten. Der Wagen erinnert mit seinem Namen an den ersten in Serie gebaute Alpine, den Alpine A106 Mille Miles. Der Wagen ist äußerlich durch eine eigene Lackierung zu erkennen, sofern sie original ist. Alle Fahrzeuge des Alpine V6 Turbo Mille Miles tragen ab Werk nur Alpine-Embleme. Im Innenraum ist eine Plakette mit dem Schriftzug „Mille Miles“ und einer Nummer von No. 1 bis 100 angebracht. |                                                                            |
| 1989–1992                                                                  | Alpine A710 / A410 – Prototypen                                            | Alpine A710 bzw. A410 sind zwei Prototypen von Alpine. Die Entwickler der Fahrzeuge wollten die alten Werte von Alpine aufgreifen und ein neues puristisches, leichtes, kleines Fahrzeug auf den Markt bringen, das durch seine Fahrleistungen besticht. Alle Alpine-Modelle, die nach dem A310 gebaut worden waren, hatten sich von diesem Konzept entfernt. Für die beiden Prototypen besann sich Alpine auf die Tradition zurück. Die Prototypen waren fahrbereit. Das Projekt wurde jedoch vom damaligen Mutterkonzern Renault gestoppt; zur Serienproduktion kam es nicht. Die Fahrzeuge wurden niemals öffentlich vorgestellt. Die an diesem Projekt beteiligten Konstrukteure von Alpine arbeiteten später an der Entwicklung des Renault Sport Spider mit und griffen dabei das Konzept auf. |                                                                            |
| 1990–1991                                                                  | Alpine V6 Turbo Le Mans                                                    | 1990 kam der Alpine V6 Turbo Le Mans auf den Markt, der mit seinem Namen an den Gesamtsieg von Alpine im Jahr 1978 bei den 24 Stunden von Le Mans erinnern sollte. Jean Rédélé war mit dem Alpine-Werksteam erstmals 1963 bei den 24 Stunden von Le Mans gestartet. Die Stückzahl des Sondermodells liegt bei 300 Fahrzeugen. Der Sportwagen wiegt 1235 kg. Alle Alpine V6 Turbo Le Mans tragen ab Werk nur Alpine-Embleme. |                                                                            |
| 1991–1995                                                                  | Alpine A610 Turbo                                                          | Der A610 Turbo wurde in einer Stückzahl von 826 Exemplaren gebaut. Die Form des A610 (besonders am Heck) erinnert noch an seine Vorgängermodelle, technisch gesehen ist es jedoch ein vollkommen neues Fahrzeug. Der Wagen wurde mit einem 3-Liter-Turbo-V6-Motor aus Aluminium, der 250 PS leistet, ausgerüstet. Damit war das Auto 265 km/h schnell und beschleunigte in 5,7 s von 0 auf 100 km/h. Der Wagen kam als Supersportwagen auf den Markt und kostete 105.000 DM. In der serienmäßigen Ausstattung waren eine Klimaanlage und ein Antiblockiersystem enthalten. |                                                                            |
| 1991                                                                       | Alpine A610 Albertville 92                                                 | Der Alpine A610 Albertville 92 ist ein Sondermodell des A610, das anlässlich der Olympischen Winterspiele von 1992 gebaut wurde. Der Name Albertville wurde nach dem Austragungsort der Winterspiele gewählt. Es entstanden nur zwei Fahrzeuge, die 1991 hergestellt wurden und weiß lackiert waren. |                                                                            |
| 1992                                                                       | Alpine A610 Magny-Cours                                                    | Der Alpine A610 Magny-Cours ist ein Sondermodell des A610, das in einer Stückzahl von 31 Fahrzeugen im Jahr 1992 hergestellt wurde. Der Name an die Rennstrecke Magny-Cours angelehnt. |                                                                            |
| 2012                                                                       | Alpine A110-50 – Prototyp                                                  | Zum 50-jährigen Jubiläum des A110 Berlinette, der 1962 auf der Pariser Messe vorgestellt wurde, präsentierte man während des Formel-1-Grand-Prix in Monaco den Prototyp A110-50. Der Wagen war nach dem Vorbild des Renault DeZir (Désir) von 2010 gestaltet. |                                                                            |
| 2015                                                                       | Alpine Celebration – Prototyp                                              | Zum 60-jährigen Jubiläum der Marke Alpine wurde der Prototyp in LeMans erstmals der Öffentlichkeit präsentiert. Bei der Saga Alpine 2015 in Dieppe war der Wagen Teil der Alpine-Parade durch die Stadt von Dieppe. An der Parade nahmen 764 Alpine-Fahrzeuge aus 12 verschiedenen Ländern teil, die aufgeteilt auf 4 Kolonnen das Alpine-Werk in Dieppe ansteuerten. |                                                                            |
| 2016                                                                       | Alpine Vision – Prototyp                                                   | „Alpine is back.“ Mit diesem Slogan wurde im Februar 2016 der seriennahe Prototyp Alpine Vision in Monte Carlo der Öffentlichkeit präsentiert. Der Wagen im Retrostyle ist an den A110 Berlinette angelehnt und ist eine Weiterentwicklung des Alpine Celebration. Verkaufsbeginn und damit „Wiedererweckung“ der Marke Alpine waren für 2017 geplant. |                                                                            |
| 2017                                                                       | Alpine A110                                                                | Auf dem Genfer Auto-Salon 2017 wurde als erstes Modell der wieder eingeführten Marke der A110 vorgestellt. Sowohl vom Äußeren als auch dem technischen Konzept her entspricht das 2017er Modell dem alten A110. Die ersten Fahrzeuge wurden im Herbst 2017 ausgeliefert. |                                                                            |
| 2023                                                                       | Alpine A290 β                                                              | Elektrisch angetriebene Studie auf Basis des Renault R5 Prototype aus dem Jahr 2021. |                                                                            |
| 2024                                                                       | Alpine A290                                                                | Im Juni 2024 wurde auf Basis des Renault 5 E-Tech der A290 präsentiert. Er ist das erste Elektroauto von Alpine. |                                                                            |
| 2024                                                                       | Alpine A390 β                                                              | Elektrisch angetriebene Studie eines SUV-Coupé, die im Oktober 2024 vorgestellt wurde. |                                                                            |
| 2024                                                                       | Alpine Alpenglow                                                           | Studie eines Sportwagens mit einem 3,5-Liter-V6-Wasserstoffverbrennungsmotor, die ebenfalls im Oktober 2024 vorgestellt wurde. |                                                                            |
| 2025                                                                       | Alpine A390                                                                | Elektrisch angetriebenes SUV-Coupé, das im Mai 2025 präsentiert wurde. |                                                                            |
| Lizenzbauten von Alpine-Fahrzeugen                                         |                                                                            | |                                                                            |
| 1954                                                                       | Marquis                                                                    | Der Marquis war als Lizenzbau von Alpine in den USA geplant. Als Vorlage für die geplante Serienproduktion diente einer der „Renault 4CV Rédélé Spezial“-Prototypen, die Jean Rédélé anfertigen ließ. Das 1953 hergestellte Fahrzeug wurde 1954 auf der New York Motorshow gezeigt. Das Projekt, den ausgestellten Wagen in den USA in Serie nachzubauen, scheiterte jedoch. Der Marquis wurde nie gebaut. Der in New York ausgestellte Prototyp blieb aus Kostengründen in den USA, wurde dort im Rennsport eingesetzt, danach an einen Sammler verkauft und gelangte 2011 wieder in den Besitz der Familie Rédélé, die den Wagen zurück nach Frankreich brachte, wo er 2012 bei der Retromobile Classics Show in Paris ausgestellt wurde. |                                                                            |
| 1960-19                                                                    | Alpine A106 Mille Miles                                                    | Lizenzbau des Alpine A106 Mille Miles von Gillet d´Herstal aus Belgien. Die Fahrzeuge unterscheiden sich durch die aufgesetzten Türscharnieren. |                                                                            |
| 1961–1966                                                                  | Willys Interlagos Berlineta                                                | Lizenzbau der Alpine A108 Berlinette von Willys-Overland do Brazil aus Brasilien. |                                                                            |
| 1961–1966                                                                  | Willys Interlagos Cupê                                                     | Lizenzbau des Alpine A108 Coupe Sport von Willys-Overland do Brazil aus Brasilien |                                                                            |
| 1961–1966                                                                  | Willys Interlagos Conversível                                              | Lizenzbau des Alpine A108 Cabrio Sport von Willys-Overland do Brazil aus Brasilien |                                                                            |
| 1965–1974                                                                  | Dinalpin Berlinette                                                        | Lizenzbau des Alpine A110 Berlinette von Diesel Nacional S.A. (DINA) aus Mexiko |                                                                            |
| 1965–1974                                                                  | Dinalpin GT4                                                               | Lizenzbau des Alpine A110 GT4 von Diesel Nacional S.A. (DINA) aus Mexiko |                                                                            |
| 1965–1967                                                                  | Dinalpin Cabrio                                                            | Lizenzbau des Alpine A110 Cabrio von Diesel Nacional S.A. (DINA) aus Mexiko |                                                                            |
| 1967–1969                                                                  | Bulgaralpine Cabrio                                                        | Lizenzbau des Alpine A110 Cabrio aus Bulgarien |                                                                            |
| 1967–1969                                                                  | Bulgaralpine Berlinette                                                    | Lizenzbau des Alpine A110 Berlinette aus Bulgarien |                                                                            |
| 1963–1966                                                                  | FASA Alpine A108 Cabrio                                                    | Lizenzbau des Alpine-A108-Cabriolets von FASA aus Spanien |                                                                            |
| 1963–1966                                                                  | FASA Alpine A108 Berlinette                                                | Lizenzbau des Alpine A108 Berlinette von FASA aus Spanien |                                                                            |
| 1966–1978                                                                  | FASA Alpine A110 Berlinette                                                | Lizenzbau des Alpine A110 Berlinette von FASA aus Spanien. FASA baute ebenfalls Renault-Fahrzeuge in Lizenz und wurde später von Renault aufgekauft. |                                                                            |
| Alpine-Rennwagen – reiner Motorsport                                       |                                                                            | |                                                                            |
| 1962–1963                                                                  | Alpine M63                                                                 | Le-Mans-Rennwagen. 1963 nahm Alpine erstmals am 24-Stunden-Rennen von Le Mans teil. |                                                                            |
| 1964                                                                       | Alpine M64                                                                 | Le-Mans-Rennwagen |                                                                            |
| 1965                                                                       | Alpine M65                                                                 | Le-Mans-Rennwagen |                                                                            |
| 1966                                                                       | Alpine M66 oder Alpine A210 genannt                                        | Le-Mans-Rennwagen |                                                                            |
| 1967                                                                       | Alpine A211                                                                | Le-Mans-Rennwagen. Der Wagen hatte einen 3-l-Gordini-Motor und Gitterrohrrahmen. Er wurde 1967 auf dem Automobilsalon in Paris ausgestellt. |                                                                            |
| 1968                                                                       | Alpine A220                                                                | Le-Mans-Rennwagen. Länge: 464 cm, Breite: 169 cm, Höhe: 103 cm, Radstand: 230 cm, Spurweite vorne: 134,4 cm, Spurweite hinten: 134,4 cm, Leergewicht 680 kg, Tankvolumen: 120 l, Motor ausgerüstet mit 4 Weber-Doppelvergasern, Leistung 228 kW (310 PS) bei 7000/min, Drehmoment: 323 Nm bei 5800/min, Fünfganggetriebe |                                                                            |
| 1967                                                                       | Bisiluro Silver Fox – Prototyp                                             | Aus einer Zusammenarbeit zwischen O.S.I. und Alpine ging ein Prototyp hervor. Der Bisiluro Silver Fox war ein Sportwagen-Prototyp, der 1967 auf dem Automobilsalon in Turin der Öffentlichkeit präsentiert wurde. Der Wagen war von O.S.I. (Officine Stampaggi Industriali) entworfen worden und wurde von einem bei Alpine getunten Renault-Motor angetrieben. Der Motor war auf der linken Seite hinter den Sitzen angebracht. Die ungewöhnliche Gestaltung des Fahrzeugs erinnerte an einen Katamaran. Heck und Front des Fahrzeugs teilten sich zu je zwei Spitzen auf. Der Wagen wurde ebenfalls 1997 auf der Retromobile Show in Paris gezeigt. |                                                                            |
| 1973                                                                       | Alpine A440                                                                | Rennwagen. Am 1. Mai 1973 wurde der Wagen von Jean-Pierre Jabouille in Magny-Cours zum ersten Mal im Rennen eingesetzt. |                                                                            |
| 1974                                                                       | Alpine A441                                                                | Europameister von 1974 in der 2L Kategorie. |                                                                            |
| 1975–1978                                                                  | Alpine A442 bzw. Alpine A442B                                              | Le-Mans-Rennwagen – Der Alpine A442B wird 1978 Gesamtsieger in Le Mans. |                                                                            |
| 19                                                                         | Alpine A443                                                                | Rennwagen |                                                                            |
| 2013                                                                       | Alpine A450                                                                | Zum 24-Stunden-Rennen von Le Mans 2013 ging unter dem Namen „Alpine-Nissan“ ein Alpine-Team an den Start. Unter dem Dach des Teams Signatech wurde ein Oreca-Nissan in Alpine A450 umbenannt. Er belegte den 8. Platz in der LMP2-Klasse. |                                                                            |
| 1968–1969                                                                  | Alpine A330                                                                | Formel-3-Rennwagen |                                                                            |
| 19                                                                         | Alpine A340                                                                | Formel-Rennwagen |                                                                            |
| 1969–1971                                                                  | Alpine A360                                                                | Formel-3-Rennwagen |                                                                            |
| 19                                                                         | Alpine A362                                                                | Formel-Rennwagen |                                                                            |
| 1972                                                                       | Alpine A364                                                                | Formel-3-Rennwagen |                                                                            |
| 1972                                                                       | Alpine A366                                                                | Formel-Rennwagen |                                                                            |
| 19                                                                         | Alpine A367                                                                | Alpine A367-Ford und Alpine A367-BMW sind Formel-2-Rennwagen, die als „elf-2“ bekannt sind. 1973 erreicht Patrick Depailler Platz 3 mit der Elf 2 / Alpine A367-Ford bei der Formel 2 Europameisterschaft. |                                                                            |
| 1968                                                                       | Alpine A350                                                                | Formel-1-Rennwagen |                                                                            |
| 1975–1976                                                                  | Alpine A500                                                                | Formel-1-Rennwagen. Die A500 ist der älteste Prototyp des Formel-1-Renault (Rennwagen), mit dem Renault 1977 in die Formel 1 eingestiegen ist. Er trägt die Werksbezeichnung A500 und wurde bei Alpine entwickelt und gebaut. Konstrukteur André de Cortanze nutzte für die schwarz lackierte Alpine A500 die Aufhängung des Alpine A442. Der Wagen wurde zwischen Juni 1976 und Frühjahr 1977 von Jean-Pierre Jabouille auf mehreren französischen Rennstrecken sowie in Jarama eingehend getestet, bevor im Sommer 1977 der erste Einsatz bei einem Formel-1-Rennen erfolgte. So probierte man z. B. in Spanien verschiedene „Frontschnauzen“ des Fahrzeugs aus. |                                                                            |
| 2013–2015                                                                  | Alpine A450                                                                | LMP2-Klasse-Rennwagen der WEC-Serie (Langstreckenweltmeisterschaft) Zum 24-Stunden-Rennen von Le Mans 2013 ging Renault eine Kooperation mit dem Signatech-Team ein und brachte wieder die Marke Alpine an den Start. Unter dem Dach des Teams Signatech wurde ein Oreca-Nissan in Alpine A450 umbenannt. |                                                                            |
| Modelle der Marke Renault, bei Alpine hergestellt                          |                                                                            | |                                                                            |
| 1976–1984                                                                  | Renault 5 Alpine                                                           | Die detaillierte Beschreibung der Fahrzeuge finden Sie bei Renault. |                                                                            |
| 1980–1984                                                                  | Renault 5 Alpine Turbo                                                     | Die detaillierte Beschreibung der Fahrzeuge finden Sie bei Renault. |                                                                            |
| 1980–1986                                                                  | Renault 5 Turbo                                                            | Die detaillierte Beschreibung der Fahrzeuge finden Sie bei Renault. |                                                                            |
| 1993–1996                                                                  | Renault Clio Williams                                                      | Die detaillierte Beschreibung der Fahrzeuge finden Sie bei Renault. |                                                                            |
| 1995–1999                                                                  | Renault Sport Spider oder Renault Spider RS                                | Die detaillierte Beschreibung der Fahrzeuge finden Sie bei Renault. |                                                                            |
| 1998–2005                                                                  | Renault Clio II RS                                                         | Die detaillierte Beschreibung der Fahrzeuge finden Sie bei Renault. |                                                                            |
| 2006–2012                                                                  | Renault Clio III RS                                                        | Die detaillierte Beschreibung der Fahrzeuge finden Sie bei Renault. |                                                                            |
| 2003–2005                                                                  | Renault Clio V6 Phase II                                                   | Die detaillierte Beschreibung der Fahrzeuge finden Sie bei Renault. |                                                                            |
| 2004–2009                                                                  | Renault Mégane II RS                                                       | Foto des Fahrzeugs vor dem Alpine Werk in Dieppe. Die detaillierte Beschreibung der Fahrzeuge finden Sie bei Renault. |                                                                            |

## Auszeichnung
Auto des Jahres (Europa)
- 2025 – Alpine A290[5]

## Rennsport
Alpine-Fahrzeuge erlangten im Motorsport internationale Berühmtheit. Das bekannteste Fahrzeug der Marke Alpine ist der Alpine A110 Berlinette, der mit Europa- und zwei Weltmeistertiteln im Rallyesport zur Legende wurde. Neben dem Alpine A110 Berlinette (Spitzname: „Flunder“; die Rallye-Werksfahrer wurden wegen der Farbe der Autos gerne als „die blauen Reiter“ bezeichnet) erlangte auch der Alpine A310 mit V6-Motor einen höheren Bekanntheitsgrad. Der Alpine A310 V6 war mit einer Stückzahl von 9276 Exemplaren das am häufigsten gebaute Modell von Alpine.
Nach dem Erfolg in Monte Carlo gab es weltweite Anfragen, das Siegerfahrzeug von Alpine ausstellen zu dürfen. Um der ungeheuren Popularität gerecht zu werden, ließ Jean Rédélé kurzerhand mehrere Kopien des Originalfahrzeugs nachbauen, die in allen Details einschließlich Kennzeichen, Startnummer, Aufkleber und Schlamm (Dreck auf der Karosserie) mit dem Original übereinstimmten.
Alpine war neben dem Rallyesport, wo Alpine zeitweise eines der größeren Teams unterhielt, auch erfolgreich in anderen Motorsportarten. Jean-Pierre Jaussaud und Didier Pironi gewannen 1978 mit einem Alpine A442 das 24-Stunden-Rennen von Le Mans.
Zum 50-jährigen Jubiläum des A110 Berlinette, der 1962 auf der Pariser Messe vorgestellt wurde, präsentierte man während des Formel-1-Grand-Prix in Monaco den Prototyp A110-50. Der Wagen war eine Neuauflage des Renault DeZir (Désir) von 2010. Zum 24-Stunden-Rennen von Le Mans 2013 ging Renault eine Kooperation mit dem Signatech-Team ein, das von Philippe Sinault geleitet und von Didier Calmels finanziert wird, und brachte wieder die Marke Alpine an den Start. Unter dem Dach des Teams Signatech wurde ein Oreca-Nissan in Alpine A450 umbenannt. Er belegte den achten Platz in der LMP2-Klasse.
Das Team Signatech Alpine erreichte bereits im darauf folgenden Jahr (2014) bei den 24 Stunden von Le Mans den 3. Platz der LMP2-Klasse. Und holte den Titel der FIA-Langstrecken-Weltmeisterschaft in der LMP2 Klasse. Auch in den darauf folgenden Jahren war das Signatec Alpine Team in der WEC weiterhin erfolgreich.

### Ergebnisse
Der Motorsport gehörte fest zur Sportwagenmarke Alpine. Durch Jean Rédélés Leidenschaft für den Rennsport entstand die Marke aus der Idee heraus, eigene Rennwagen zu konstruieren. So lange Firmengründer Jean Rédélé die Geschäfte bei Alpine leitete, gab es ein Alpine-Werksteam, das in vielen Bereichen des Motorsports aktiv war. Jacques Cheinisse, selbst Rennfahrer, war viele Jahre Leiter der Rennabteilung und Geschäftsführer bei Alpine. Das Alpine-Werksteam prägte mit vielen internationalen Siegen über Jahre den Rallyesport und war eines der größten und erfolgreichsten seiner Zeit.

#### Auswahl der Erfolge
- 1951 nahm Jean Rédélé als Fahrer zum ersten Mal an der Rallye Monte Carlo teil.
- 1954 gewannen Jean Rédélé und Louis Pons zum dritten Mal in Folge die Klasse für Tourenwagen bis 0,75 Liter Hubraum bei der Mille Miglia, aufgrund der frühen Startzeit und des großen Vorsprungs auf die vorgegebene Fahrzeit vor leeren Zuschauertribünen, weil noch keiner mit der Ankunft eines Fahrzeugs gerechnet hatte.[7]
- 1954 siegten Jean Rédélé und Louis Pons beim „Coupe des Alpes“/Alpenpokal. Dieser Sieg gab der Marke Alpine später ihren Namen
- 1956 gewann Jean Rédélé erneut seine Klasse bei der Mille Miglia mit Alpine A106 Coach.
- 1964 Dreifachsieg beim Critérium des Cévennes, Platz 1, 2 und 3 für Alpine A 110 Berlinette GT 1300
- 1968 Alpine A110 Berlinette wird französischer Rallyemeister mit Fahrer Jean-Claude Andruet.
- 1968 Alpine A110 Berlinette wird spanischer Rallyemeister mit Fahrer Bernard Tramont.
- 1969 Alpine A110 Berlinette wird französischer Rallyemeister. Fahrer: Jean Vinatier.
- 1969 Dreifachsieg für Alpine beim „Coupe des Alpes“/Alpenpokal Alpine A110 Berlinette 1440
- 1970 Sieger Rallye-Europameister Jean-Claude Andruet mit Alpine A110 Berlinette 1600
- 1970 Zweiter Platz bei der Markenweltmeisterschaft mit Alpine A110 Berlinette. (Vorläufer der ab 1973 durchgeführten Rallye-Weltmeisterschaft)
- 1971 Dreifachsieg von Alpine bei der Rallye Monte Carlo. Sieger Alpine A110 Berlinette 1600, Ove Andersson[8]
- 1971 Alpine wird französischer Rallyemeister, Fahrer: Jean-Pierre Nicolas.
- 1971 Sieger bei der internationalen Markenweltmeisterschaft, mit Alpine A110 Berlinette
- 1972 Dreifachsieg für Alpine A110 Berlinette bei der Tour de Corse. Auf den ersten 5 Plätzen sind vier Alpine A110 Berlinette zu finden. Platz 1, 2, 3 und 5 für Alpine. Ford schob sich auf Platz 4.[7]
- 1972 Die Rallye Ronde Cévenole in Frankreich wird zu einem Alpine Festival. Auch wenn von den drei gemeldeten Alpine-Werksfahrzeugen nur ein Berlinette 1800 Prototyp (Gewicht: 620 kg) das Rennen, immerhin mit Platz 1, beenden kann, sorgen die privaten Alpine-Fahrer dafür, dass elf Alpine-Fahrzeuge auf den ersten 15 Plätzen zu finden sind.[7]
- 1973 Dreifachsieg von Alpine bei der Rallye Monte Carlo[9].
- 1973 Sieger der Rallye-Weltmeisterschaft mit Alpine A110 Berlinette
- 1975 Alpine wird französischer Rallyemeister. Fahrer Jacques Henry
- 1975 Zweiter Platz für Alpine bei der Rallye-Weltmeisterschaft (62 Punkte) hinter Lancia Stratos (mit 96 Punkten)[9]
- 1977 wurde der Alpine A310 V6 (Calberson Alpine) mit Guy Fréquelin und Jacques Delaval französischer Rallye-Meister und setzte sich gegen Lancia Stratos und Porsche durch.

1963 startete Alpine erstmals bei den 24 Stunden von Le Mans. Lotus-Ingenieur Len Terry baute für den M63 (erster Alpine Rennwagen für Le Mans) das Chassis samt Aufhängung. Die ursprüngliche von Terry entworfene Karosserie, eine verbesserte Kopie des Lotus 23, konnte aufgrund einer Änderung durch die C.S.I. nicht verwendet werden. Marcel Hubert entwickelte die später verwendete Karosserie des M63. Von Renault kaufte Alpine einen R8-Motor, der von Gordini zum Rennmotor entwickelt wurde. Den Motor verkaufte Renault ebenfalls an den Automobilhersteller René Bonnet von Deutsch & Bonnet (DB), der später von Matra übernommen wurde. Der erste Renneinsatz des Alpine M63 fand auf dem Nürburgring statt. In den folgenden Jahren konnte Alpine mehrere Indexsiege erreichen, z. B. 1964 den Doppelsieg für Alpine beim Gewichts-/Verbrauchsindex (Gesamtsieger 1964 in Le Mans wurde Ferrari) oder auch im Jahr 1966 Dreifachsieg beim Gewichts-/Verbrauchsindex in Le Mans. Ford wurde Gesamtsieger. Nach einer Pause bezüglich der Teilnahme in Le Mans erreichte 1978 ein Alpine A442B den Gesamtsieg in Le Mans; Alpine kam vor Porsche und Ferrari ins Ziel. Die Erfolge von Alpine im Rennsport weckten auch das Interesse von Renault. Aufgrund einer Zusammenarbeit zwischen Alpine und Renault tauchte bei den 24 Stunden von Le Mans 1967 erstmals der Doppelname „Alpine Renault“ auf.
Jean Rédélé präsentierte 1964 seinen ersten Formel-Rennwagen, um mit Alpine in die Formel 2 und Formel 3 einzusteigen. Die Formel-2-Wagen wurden nur vom Werksteam eingesetzt, während die Formel-3-Fahrzeuge auch Kunden offen standen.
- 1964 gewann Alpine zwei französische Meistertitel (Sport-/Prototypen und Formel 3).
- 1972 wurde Alpine Französischer Meister in der Formel 3.
- 1973 Platz 3 für Alpine A367-Ford in der Formel-2-Europameisterschaft; Fahrer Patrick Depailler
- 1973 wurde Alpine Europameister in der Formel Renault.
- 1974 wurde Alpine Europameister in der Zweiliter-Kategorie.
- 1976 entwickelte Alpine in Dieppe einen Formel-1-Rennwagen, der die Werksbezeichnung Alpine A500 trug. Renault hatte einen 500-PS-Turbomotor entwickelt und wollte 1977 in die Formel 1 einsteigen. Renault verfügte auch über die erforderlichen finanziellen Mittel. Der Alpine A500 war der zweite Formel-1-Rennwagen, den Alpine baute (Vorgänger: Alpine A350 von 1968).
- 1978 Nach dem vollständigen Verkauf der Marke Alpine an Renault beschloss der Konzern die Tradition mit Alpine-Fahrzeugen im Rennsport nicht weiterzuführen.
- 2013 Wiederbeleben der Marke Alpine auf Basis eines Oreca-Nissan in der WEC. Platz 8 bei den 24h von Le Mans.
- 2014 Im Folgejahr gewann das Signatech-Team den WEC-WM-Titel in der LMP2 Klasse sowie den 3. Platz bei den 24h von Le Mans.
- 2016 Erneuter Titelgewinn der LMP2-Trophy sowie der erste Platz bei den 24h von Le-Mans in der LMP2 Wertung.

#### Siege in der Sportwagen-Weltmeisterschaft
| Jahr | Rennen                            | Fahrzeug            | Fahrer 1              | Fahrer 2         |
| ---- | --------------------------------- | ------------------- | --------------------- | ---------------- |
| 1967 | 500-km-Rennen auf dem Nürburgring | Alpine A210         | Roger Delageneste     |                  |
| 1975 | 1000-km-Rennen von Mugello        | Renault-Alpine A441 | Jean-Pierre Jabouille | Gérard Larrousse |

#### FIA WEC Langstreckenweltmeisterschaft
- Saison 2013; 24h Le-Mans LMP2 Klasse Platz 8; LMP2 Trophy Platz xxx; WEC Weltmeisterschaft Platz xxx
- Saison 2014; 24h Le-Mans LMP2 Klasse Platz 3; LMP2 Trophy Platz 1; WEC Weltmeisterschaft Platz xxx
- Saison 2015; 24h Le-Mans LMP2 Klasse Platz 18; LMP2 Trophy Platz 4; WEC Weltmeisterschaft Platz 16
- Saison 2016; 24h Le-Mans LMP2 Klasse Platz 1; LMP2 Trophy Platz 1; WEC Weltmeisterschaft Platz 9
- Saison 2017; 24h Le-Mans LMP2 Klasse Platz 3; LMP2 Trophy Platz 3; WEC Weltmeisterschaft Platz
- Saison 2018/19; 24h Le-Mans LMP2 Klasse Platz 1; LMP2 Trophy Platz 1; WEC Weltmeisterschaft Platz
- Saison 2020; 24h Le-Mans LMP2 Klasse Platz 4; LMP2 Trophy Platz 5; WEC Weltmeisterschaft Platz
- Saison 2021; 24h Le-Mans Hypercar Klasse Platz 3; Hypercar Serie Platz 2; WEC Weltmeisterschaft Platz 2
- Saison 2022; 24h Le-Mans Hypercar Klasse Platz 5; Hypercar Serie Platz 2; WEC Weltmeisterschaft Platz 2